# Érasme-Henri de Contades
Pour les articles homonymes, voir Contades.
Érasme-Henri de Contades (6 juin 1814 à Angers - 24 février 1858 à Paris), est un homme politique français.

## Biographie
Petit-fils d'Érasme Gaspard de Contades et fils de Gaspard de Contades (1785-1817), officier supérieur de cuirassiers et de Marie-Henriette d'Oms, il appartint quelque temps à la diplomatie, et fut élu, le 20 novembre 1847, député du 4e collège du Cantal (Murat), en remplacement de Henri de Castellane, décédé. 
Il prit place à la droite de la Chambre. La Révolution française de 1848 met fin à sa carrière politique.

## Sources
- « Érasme-Henri de Contades », dans Adolphe Robert et Gaston Cougny, Dictionnaire des parlementaires français, Edgar Bourloton, 1889-1891 [détail de l’édition]